# Cittadella della fortezza di Baturyn
La Cittadella della fortezza di Baturyn (in ucraino Цитадель Батуринської фортеці?, Cytadel' Bautryns'koï forteci; in russo Цитадель Батуринской крепости?, Citadel' Bautrinskoj kreposti) è un complesso museale all'aperto a Baturyn, nel Distretto di Nižyn, Oblast' di Černihiv in Ucraina.

## Storia

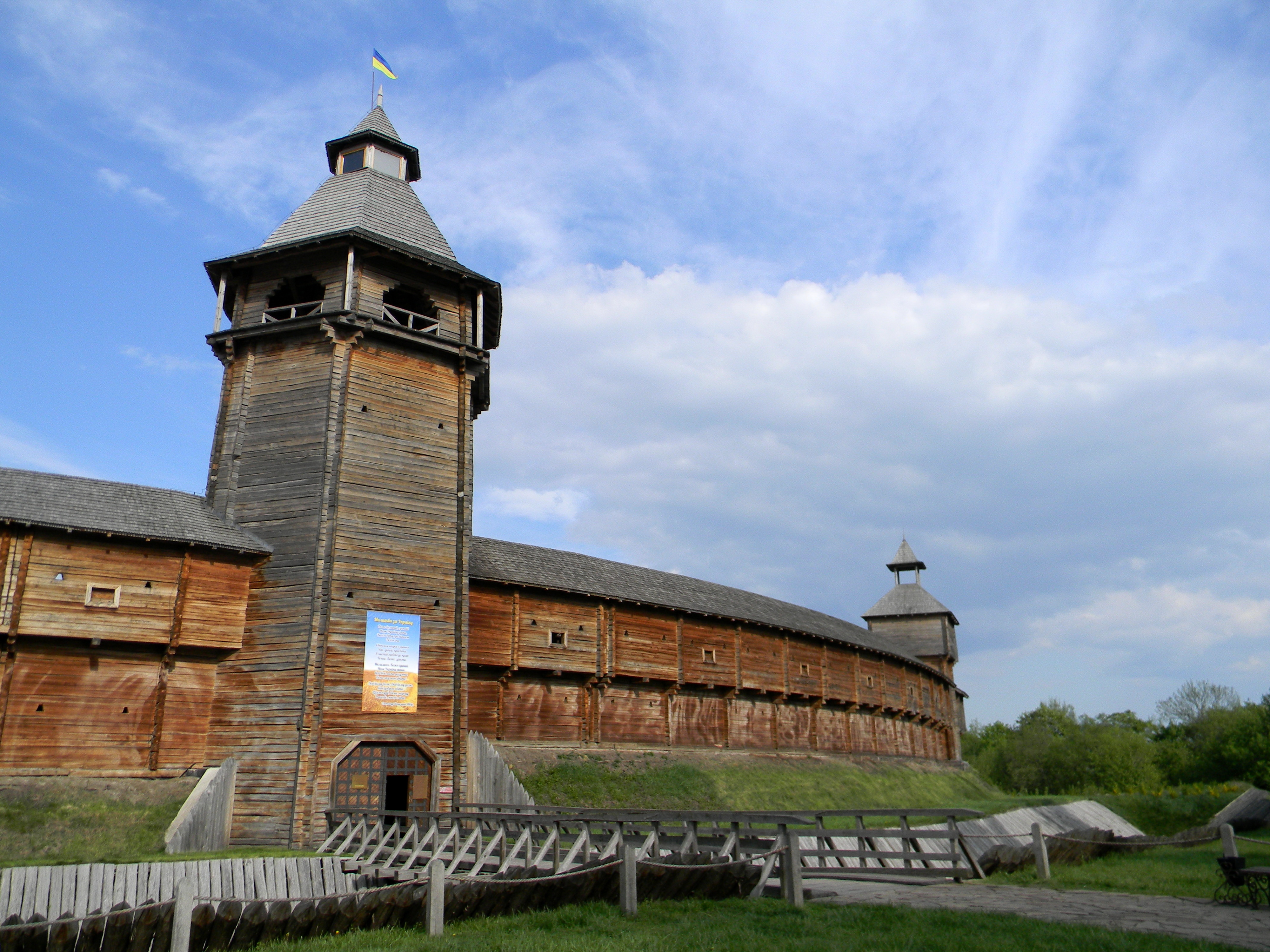
Accesso principale alla fortezza

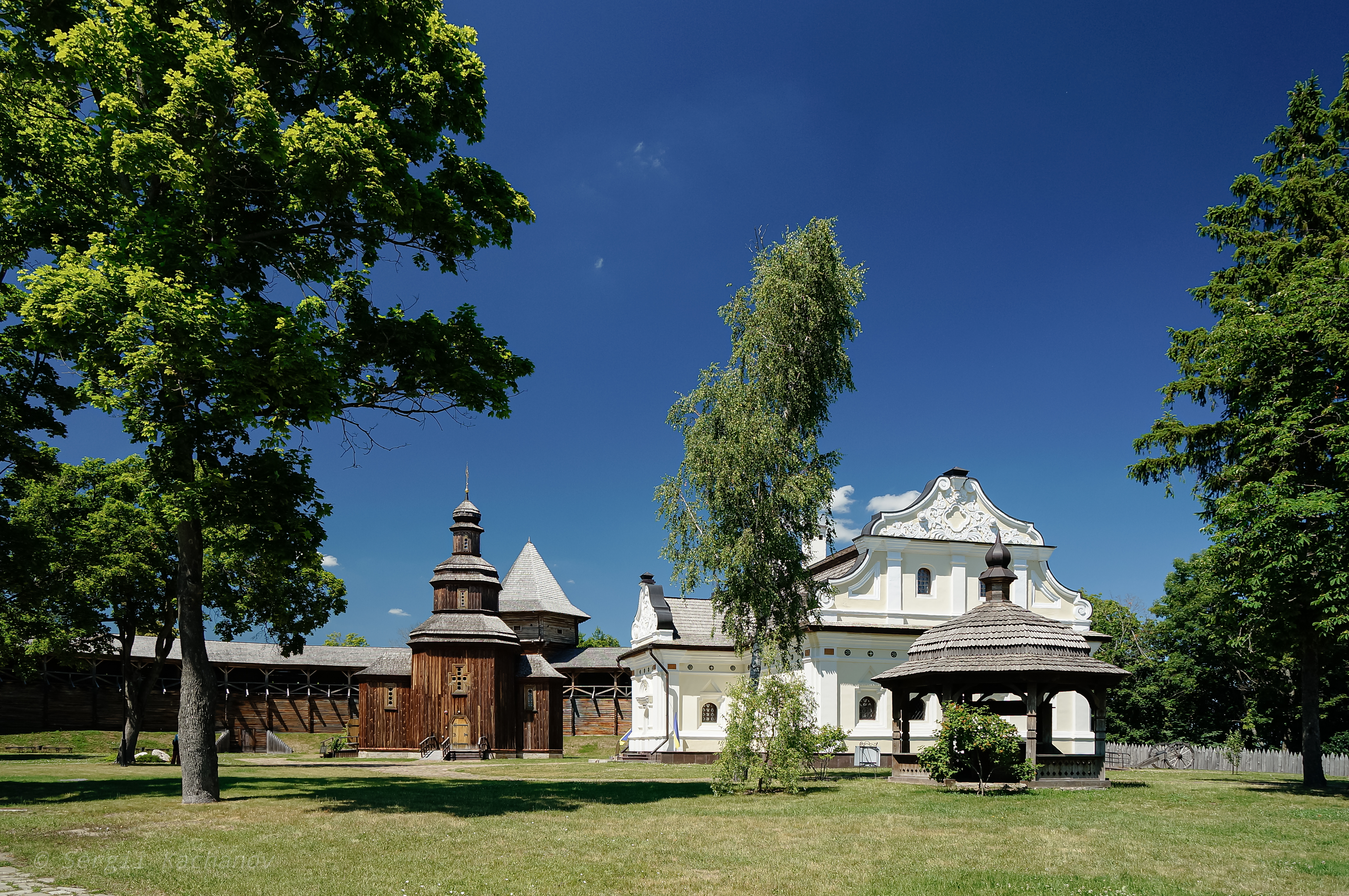
Interno dell'area fortificata

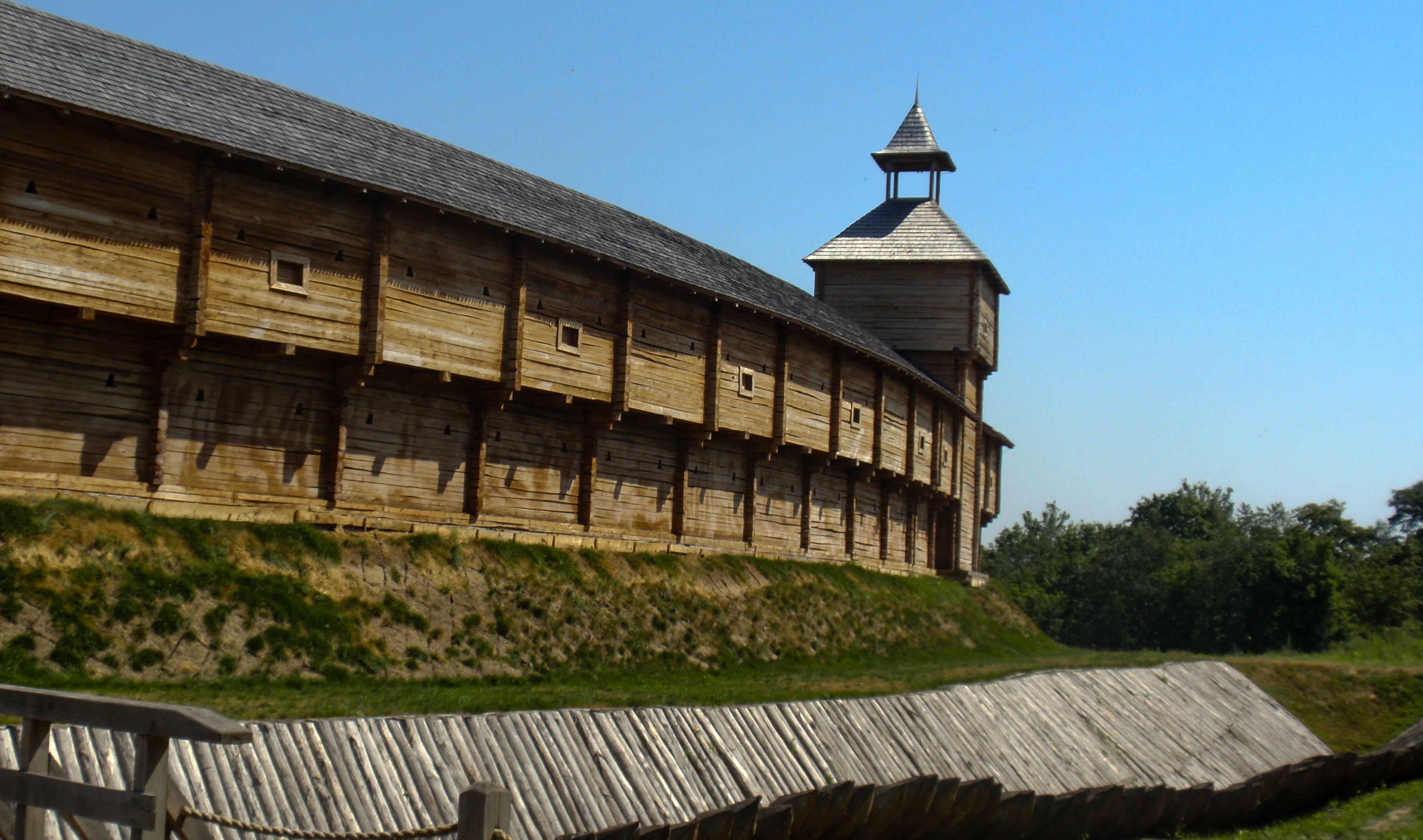
Cinta muraria e fossato esterno

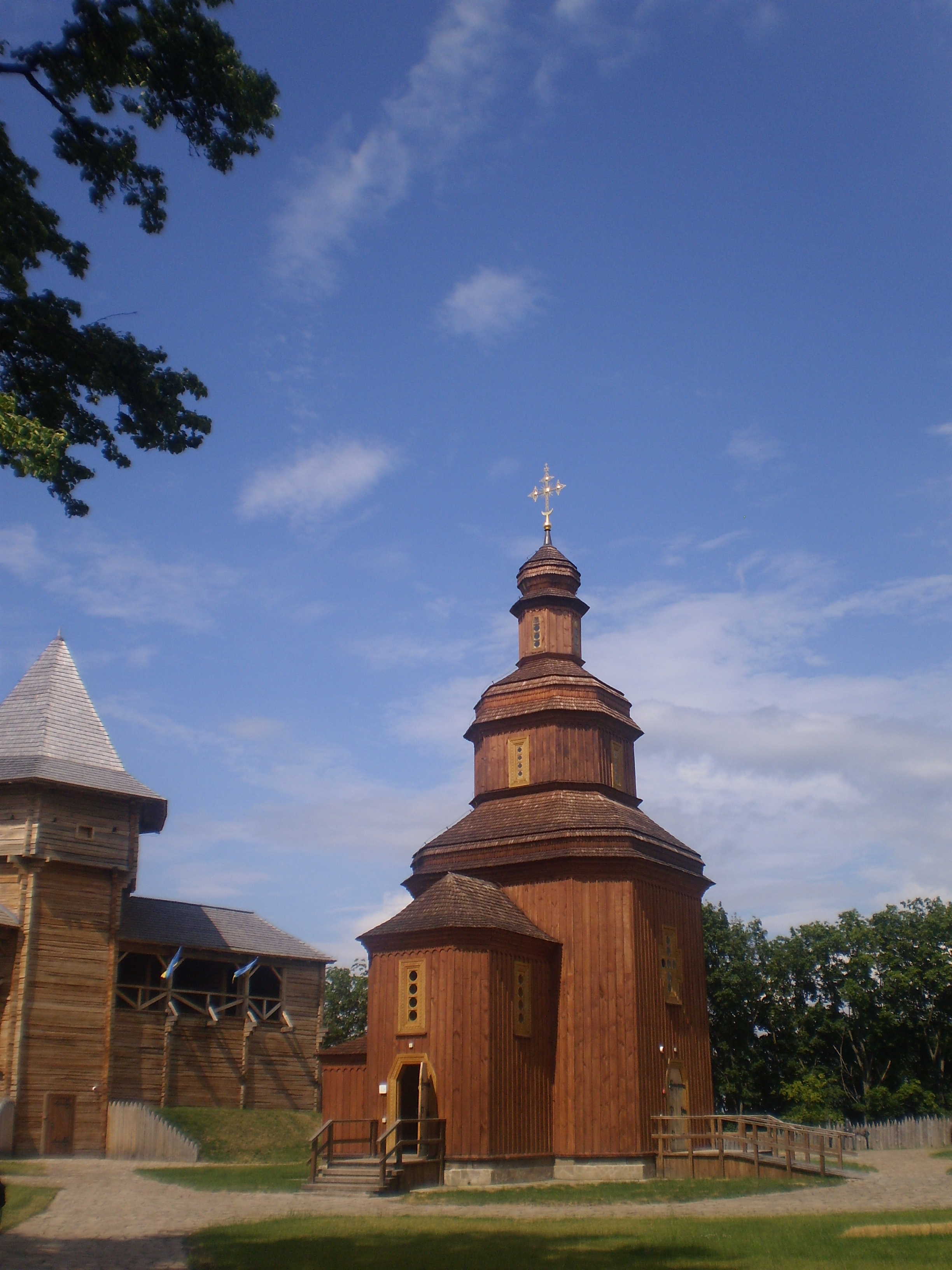
Chiesa della Resurrezione

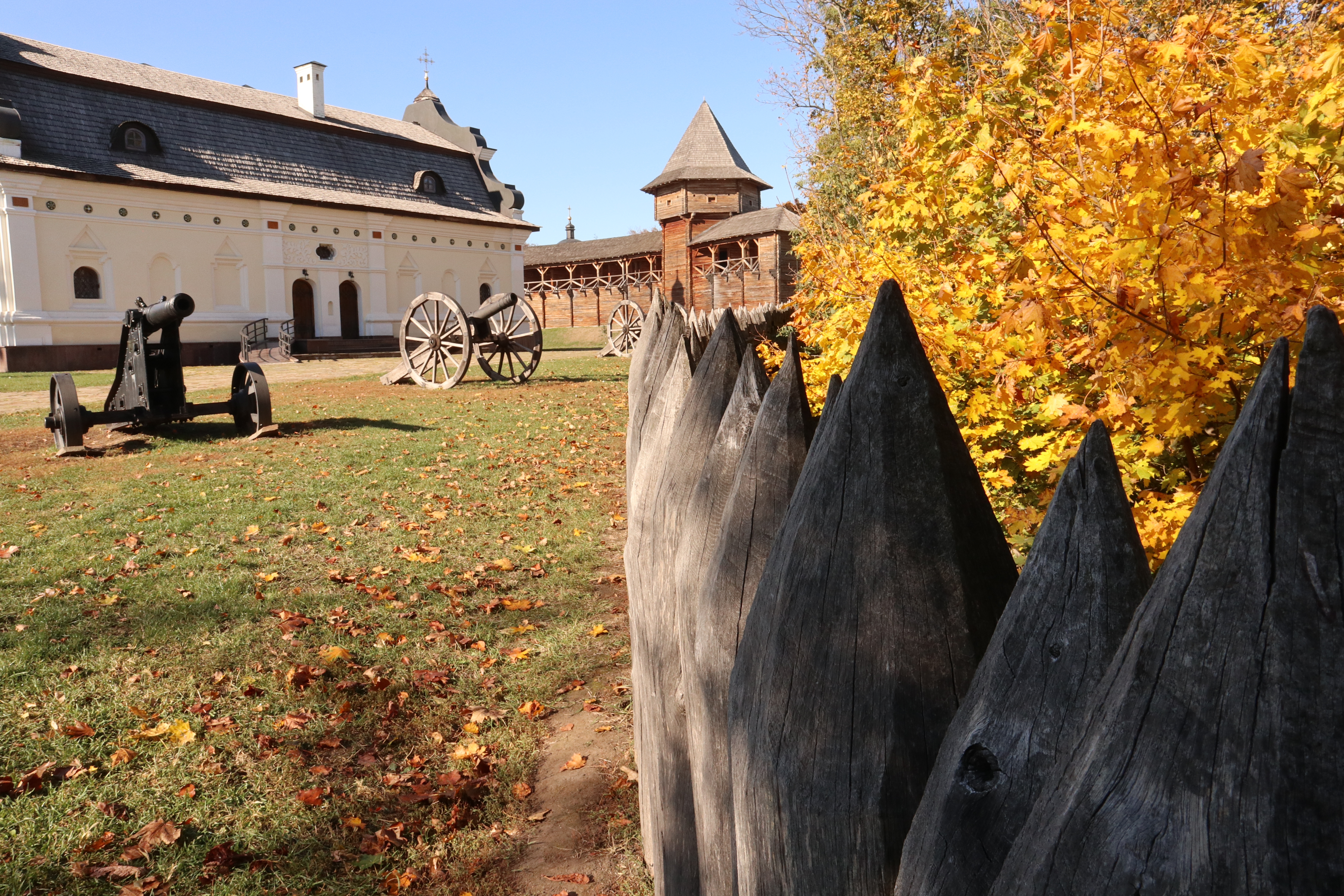
Cannoni e palizzate all'interno

La cittadella museale ricorda la battaglia combattuta nel 1708 a volte indicata anche come il massacro di Baturyn che rientrò in una serie di incursioni punitive condotte dall'esercito dell'Impero russo contro lo stato cosacco allora presente in Ucraina.
Il 2 novembre l'esercito russo entrò nella città di Baturyn, sconfisse la guarnigione, massacrò la popolazione civile e rase al suolo la città.
Il museo all'aperto ricorda anche la battaglia combattuta oltre due secoli dopo, nel 1918, sul territorio quando circa 600 soldati ucraini affrontarono le forze dell'Armata Rossa di circa dieci volte superiori in numero dirette verso Kiev per annettere la regione alla nascente Unione Sovietica dopo la rivoluzione d'ottobre.
Nel 2006 sul sito è sorto un memoriale ai soldati ucraini caduti nella battaglia.

## Descrizione
La cittadella è un complesso di fortificazioni difensive nella città di Baturyn e costituisce un monumento archeologico ed un museo.
Il sito esisteva già nel XVII secolo e fu distrutto nel 1708 per ordine del futuro zar Pietro I di Russia.